# Peruanische Badmintonmeisterschaft
Peruanische Einzelmeisterschaften im Badminton werden seit 1967 ausgetragen, Mannschaftsmeisterschaften seit 1970. Mit den Peru International gibt es ebenfalls eine internationale Meisterschaft im Andenstaat. Peru ist traditionell eine Hochburg im Badminton in Südamerika.

## Die Einzelmeister
| Saison | Herreneinzel                  | Dameneinzel               | Herrendoppel                                    | Damendoppel                                    | Mixed                                                        |
| ------ | ----------------------------- | ------------------------- | ----------------------------------------------- | ---------------------------------------------- | ------------------------------------------------------------ |
| 1967   | Miguel Argüelles              | Rosario Copello           | Miguel Carrera Mario Carrera                    | Rosario Copello Margot de Balbuena             | Miguel Argüelles Rosario Copello                             |
| 1968   | Miguel Argüelles              | Josefina de Salazar       | Miguel Argüelles Percy Leví                     | Josefina de Salazar Sara Pinedo                | Mario Carrera Josefina de Salazar                            |
| 1969   | Miguel Argüelles              | Josefina de Salazar       | Miguel Carrera Mario Carrera                    | Josefina de Salazar Sara Pinedo                | Mario Carrera Josefina de Salazar                            |
| 1970   | Miguel Argüelles              | Josefina de Salazar       | Alfredo Salazar Guillermo Zavala                | Josefina de Salazar Sara Pinedo                | Alfredo Salazar Josefina de Salazar                          |
| 1971   | nicht ausgetragen             | nicht ausgetragen         | nicht ausgetragen                               | nicht ausgetragen                              | nicht ausgetragen                                            |
| 1972   | Guillermo Zavala              | Ofelia de Telge           | Alfredo Salazar Guillermo Zavala                | Ofelia de Telge Patricia Woyke                 | Alfredo Salazar Josefina de Salazar                          |
| 1973   | Guillermo Zavala              | Ofelia de Telge           | Jorge Gallegos Ricardo Newton                   | Josefina de Salazar Pilar Ibarra               | Guillermo Zavala Josefina de Salazar                         |
| 1974   | Guillermo Zavala              | Ofelia de Telge           | Guillermo Zavala Ricardo Newton                 | Josefina de Salazar Pilar Ibarra               | Guillermo Zavala Josefina de Salazar                         |
| 1975   | Guillermo Zavala              | Ofelia de Telge           | Guillermo Zavala Ricardo Newton                 | Josefina de Salazar Finita Salazar             | Guillermo Zavala Finita Salazar                              |
| 1976   | Guillermo Zavala              | Ofelia de Telge           | Ricardo Newton Jorge Gallegos                   | Josefina de Salazar Finita Salazar             | Alfredo Salazar Finita de Salazar                            |
| 1977   | Guillermo Zavala              | Ofelia de Telge           | Federico Valdez Germán Valdez                   | Ofelia de Telge Malena Noriega                 | Federico Valdez Finita Salazar                               |
| 1978   | Federico Valdez               | Ofelia de Telge           | Federico Valdez Germán Valdez                   | Josefina de Salazar Finita Salazar             | Federico Valdez Finita Salazar                               |
| 1979   | Guillermo Zavala              | Ofelia de Telge           | Guillermo Zavala Alfredo Salazar Delgado        | nicht ausgetragen                              | Germán Valdez Gloria Jiménez                                 |
| 1980   | Federico Valdez               | Ofelia de Telge           | Federico Valdez Germán Valdez                   | Ofelia Telge Gloria Jiménez                    | Federico Valdez Ofelia de Telge                              |
| 1981   | Alfredo Salazar               | Gloria Jiménez            | Federico Valdez Germán Valdez                   | Josefina de Salazar Luisa Villavicencio        | Federico Valdez Eliana Schroder                              |
| 1982   | Federico Valdez               | Gloria Jiménez            | Federico Valdez Germán Valdez                   | nicht ausgetragen                              | Gustavo Salazar Gloria Jiménez                               |
| 1983   | Federico Valdez               | Gloria Jiménez            | Federico Valdez Germán Valdez                   | Ximena Bellido Carmen Bellido                  | Federico Valdez Silvia Jiménez                               |
| 1984   | Federico Valdez               | Teresa Montero            | Gustavo Salazar Alfredo Salazar                 | Ximena Bellido Carmen Bellido                  | Federico Valdez Silvia Jiménez                               |
| 1985   | Gustavo Salazar               | Teresa Montero            | Gustavo Salazar Alfredo Salazar                 | Gloria Jiménez Silvia Jiménez                  | Federico Valdez Silvia Jiménez                               |
| 1986   | Armando del Carpio            | Gloria Jiménez            | Federico Valdez Germán Valdez                   | nicht ausgetragen                              | Guillermo Zavala Gloria Jiménez                              |
| 1987   | Gustavo Salazar               | Gloria Jiménez            | Federico Valdez Gustavo Salazar                 | Gloria Jiménez Ximena Bellido                  | Federico Valdez Gloria Jiménez                               |
| 1988   | Gustavo Salazar               | Ximena Bellido            | Federico Valdez Gustavo Salazar                 | nicht ausgetragen                              | Federico Valdez Gloria Jiménez                               |
| 1989   | Gustavo Salazar               | Gloria Jiménez            | Federico Valdez Gustavo Salazar                 | Ximena Bellido Carmen Bellido                  | Gustavo Salazar Ximena Bellido                               |
| 1990   | Gustavo Salazar               | Teresa Montero            | Federico Valdez José Antonio Iturriaga          | Gloria Jiménez Silvia Jiménez                  | Federico Valdez Gloria Jiménez                               |
| 1991   | Gustavo Salazar               | Gloria Jiménez            | Federico Valdez José Antonio Iturriaga          | Gloria Jiménez Teresa Montero                  | Gustavo Salazar Teresa Montero                               |
| 1992   | Gustavo Salazar               | Teresa Montero            | Gustavo Salazar Mario Carulla                   | Teresa Montero Ximena Bellido                  | Gustavo Salazar Teresa Montero                               |
| 1993   | José Antonio Iturriaga        | Teresa Montero            | José Antonio Iturriaga Mario Carulla            | Teresa Montero Ximena Bellido                  | Federico Valdez Teresa Montero                               |
| 1994   | José Antonio Iturriaga        | Lorena Blanco             | Gustavo Salazar Federico Valdez                 | Gloria Jiménez Silvia Jiménez                  | José Antonio Iturriaga Lorena Blanco                         |
| 1995   | Miguel Argüelles Diez Gallo   | Silvia Jiménez            | Gustavo Salazar José Antonio Iturriaga          | nicht ausgetragen                              | José Antonio Iturriaga Lorena Blanco                         |
| 1996   | Mario Carulla                 | Lorena Blanco             | Mario Carulla José Antonio Iturriaga            | Ximena Bellido Lorena Blanco                   | Mario Carulla Ximena Bellido                                 |
| 1997   | Mario Carulla                 | Lorena Blanco             | Mario Carulla José Antonio Iturriaga            | Ximena Bellido Lorena Blanco                   | Mario Carulla Ximena Bellido                                 |
| 1998   | José Antonio Iturriaga        | Lorena Blanco             | Federico Valdez José Antonio Iturriaga          | Ximena Bellido Lorena Blanco                   | José Antonio Iturriaga Ximena Bellido                        |
| 1999   | José Antonio Iturriaga        | Adrienn Kocsis de Carulla | Mario Carulla José Antonio Iturriaga            | Ximena Bellido Lorena Blanco                   | Mario Carulla Adrienn Kocsis de Carulla                      |
| 2000   | Guillermo Cox                 | Lorena Blanco             | Guillermo Cox José Antonio Iturriaga            | Ximena Bellido Lorena Blanco                   | José Antonio Iturriaga Ximena Bellido                        |
| 2001   | Guillermo Perea               | Sandra Jimeno             | Guillermo Perea Óscar Corpancho                 | Sandra Jimeno Doriana Rivera                   | José Antonio Iturriaga Sandra Jimeno                         |
| 2002   | Rodrigo Pacheco               | Lorena Blanco             | Guillermo Perea Rodrigo Pacheco                 | Sandra Jimeno Doriana Rivera                   | Guillermo Perea Sandra Jimeno                                |
| 2003   | Tjitte Weistra                | Lorena Blanco             | Tjitte Weistra Francisco Ugaz                   | Sandra Jimeno Doriana Rivera                   | Tjitte Weistra Doriana Rivera                                |
| 2004   | Andrés Corpancho              | Claudia Rivero            | Andrés Corpancho Javier Jimeno                  | Sandra Jimeno Doriana Rivera                   | Andrés Corpancho Doriana Rivera                              |
| 2005   | Andrés Corpancho              | Claudia Rivero            | Andrés Corpancho Francisco Ugaz                 | Valeria Rivero Claudia Rivero                  | Andrés Corpancho Daniela Cuba                                |
| 2006   | Andrés Corpancho              | Claudia Rivero            | Javier Jimeno Rodrigo Pacheco                   | Cristina Aicardi Claudia Rivero                | Rodrigo Pacheco Claudia Rivero                               |
| 2007   | Antonio de Vinatea            | Claudia Rivero            | Mario Cuba Bruno Monteverde                     | Valeria Rivero Jie Meng                        | Martín del Valle Daniela Cuba                                |
| 2008   | Andrés Corpancho              | Claudia Rivero            | Martín del Valle Antonio de Vinatea             | Jie Meng Valeria Rivero                        | Antonio de Vinatea Claudia Rivero                            |
| 2009   | Rodrigo Pacheco               | Claudia Rivero            | Gustavo Salazar Rodrigo Pacheco                 | Cristina Aicardi Claudia Rivero                | Rodrigo Pacheco Claudia Rivero                               |
| 2010   | Bruno Monteverde              | Claudia Rivero            | Antonio de Vinatea Martín del Valle             | Cristina Aicardi Claudia Rivero                | Andrés Corpancho Sandra Jimeno                               |
| 2011   | Rodrigo Pacheco               | Claudia Rivero            | Antonio de Vinatea Martín del Valle             | nicht ausgetragen                              | Rodrigo Pacheco Claudia Rivero                               |
| 2012   | Mario Cuba                    | Claudia Rivero            | Antonio de Vinatea Martín del Valle             | Claudia Rivero Valeria Rivero                  | Mario Cuba Katherine Winder                                  |
| 2013   | Andrés Corpancho              | Luz María Zornoza         | Antonio de Vinatea Martín del Valle             | Katherine Winder Luz María Zornoza             | Andrés Corpancho Luz María Zornoza                           |
| 2014   | Martín del Valle              | Daniela Macías            | Mario Cuba Martín del Valle                     | Daniela Macías Dánica Nishimura                | Guillermo Perea Valeria Rivero                               |
| 2015   | Diego Mini                    | Camila Duany              | Antonio de Vinatea Martín del Valle             | Paula La Torre Luz María Zornoza               | Daniel La Torre Luz María Zornoza                            |
| 2016   | José Guevara                  | Daniela Macías            | Bruno Barrueto Diego Mini                       | Paula La Torre Luz María Zornoza               | Diego Mini Luz María Zornoza                                 |
| 2017   | Daniel La Torre               | Daniela Macías            | Mario Cuba Diego Mini                           | Daniela Macías Dánica Nishimura                | Mario Cuba Daniela Macías                                    |
| 2018   | Daniel La Torre               | Daniela Macías            | Daniel La Torre Bruno Barrueto                  | Daniela Macías Dánica Nishimura                | Martín del Valle Daniela Macías                              |
| 2019   | Daniel La Torre               | Daniela Macías            | José Guevara Diego Mini                         | Daniela Macías Dánica Nishimura                | Martín del Valle Daniela Macías                              |
| 2020   | Brian Rodrigo Roque           | Daniela Macías            | Adriano Viale Sebastian Blondet                 | Cristina Aicardi Inés Castillo                 | Daniel La Torre Daniela Macías                               |
| 2021   | José Guevara                  | Inés Castillo             | Daniel La Torre Diego Subauste                  | Inés Castillo Paula La Torre                   | Bengy Laime Naomi Morales                                    |
| 2022   | José Guevara                  | Fernanda Saponara Rivva   | Diego Subauste Santiago De La Oliva Alzamora    | Inés Castillo Paula La Torre                   | José Guevara Inés Castillo                                   |
| 2023   | Sharum Hilder Durand Cardenas | Rafaela Munar Solimano    | Adriano Viale Aguirre Daniel La Torre Regal     | Rafaela Munar Solimano Fernanda Munar Solimano | Daniel La Torre Regal Paula Lucia La Torre Regal             |
| 2024   | Sharum Hilder Durand Cardenas | Inés Castillo             | Adriano Viale Aguirre Jose Einer Guevara Llatas | Analia Yi Ordoñez Sofia Naomi Junco Vasquez    | Sharum Hilder Durand Cardenas Namie Chiara Miyahira Tsukazan |